# Дійон Камері
Дійон Камері (нім. Dijon Kameri, нар. 20 квітня 2004, Бургенланд, Австрія) — австрійський футболіст, півзахисник клубу «Зальцбург».
На правах оренди грає у швейцарському клубі «Грассгоппер».

## Ігрова кар'єра

### Клубна
Дійон Камері є вихованцем футбольної академії австрійського клубу «Зальцбург». Де він грав у молодіжній команді з 2016 року. Починаючи з сезону 2021/22 молодого футболіста почали залучати до ігр фарм - клубу «Зальцбурга» клубу «Ліферінг» у Другій Бундеслізі.
У наступному сезоні 20 серпня 2022 року Камері дебютував у першій команді «Зальцбурга» у матчі чемпіонату Австрії. В тому ж сезоні Дійон разом з клубом виграв національний чемпіонат.
У лютому 2024 року Дійон Камері до кінця сезону відбув в оренду у швейцарський «Грассгоппер».

### Збірна
Дійон Камері має косово - албанське походження. Та з 2018 року виступає за юнацькі збірні Австрії. 
У березні 2023 року футболіст дебютував у складі молодіжної збірної Австрії у матчі проти польських однолітків.

## Титули
Зальцбург
 Чемпіон Австрії: 2022/23